# Bařička
Bařička (Triglochin) je rod jednoděložných rostlin z čeledi bařičkovité (Juncaginaceae).

## Popis
Jedná se o vytrvalé rostliny s oddenky a někdy i s hlízami. Listy jsou jednoduché, přisedlé, nahloučené na bázi, s listovými pochvami. Čepele jsou celistvé, čárkovité. Jedná se většinou o jednodomé rostliny s oboupohlavnými květy. Květy jsou v květenstvích, v hroznech až klasech. Okvětí není rozlišeno na kalich a korunu, skládá se ze 6 okvětních lístků v 2 přeslenech, okvětní lístky brzy opadávají, jsou žlutozelené barvy či narůžovělé až červené. Tyčinek je nejčastěji 4-6, nebo vzácněji jen 1 či 3, prašníky jsou skoro přisedlé. Gyneceum je apokarpní až synkarpní, složené ze 6 plodolistů, 3 jsou ale někdy sterilní, jindy nikoliv. Semeník je svrchní. Plodem je nažka, často se ale jedná se ve skutečnosti o poltivý plod.

## Rozšíření ve světě
Je známo asi 19 druhů, rozšířeny hlavně v mírném až subtropickém pásu, ale i v horách tropů.

## Rozšíření v Česku
V ČR rostou ve volné přírodě pouze 2 druhy. Bařička bahenní (Triglochin palustre) je vzácný a kriticky ohrožený (C1) druh vlhkých luk až rašelinišť. Ještě vzácnější je bařička přímořská (Triglochin maritimum), také kriticky ohrožený druh (C1). Je to druh zasolených půd, v Čechách už vyhynul, na Moravě byl považován také za vyhynulý, ale v poměrně nedávné době byl znovu nalezen u rybníka Nesyt na Mikulovsku. Běžně se dosud vyskytuje u Neziderského jezera v Rakousku.

## Zástupci
- bařička bahenní (Triglochin palustre)
- bařička přímořská (Triglochin maritima)